# جام (ولایت)
جام، یکی از ولایت‌های ربع نیشابور خراسان بزرگ؛ که در منابع مختلف از شهر بوزجان یا بوژگان به عنوان قصبه یا شهر مرکزی این ولایت، یاد شده است. این ولایت در مسیر جاده نیشابور و هرات قرار داشته و از موقعیت ارتباطی خوبی، برخوردار بوده است. دانشوران بسیاری از این ولایت برخاسته‌اند که از آنها در منابع مختلف تاریخی و رجالی یاد شده است. ولایت جام را در جغرافیای امروز، به شهرستان تربت جام در استان خراسان رضوی ایران و حدی از نواحی پیرامون آن، مطابقت داده‌اند.

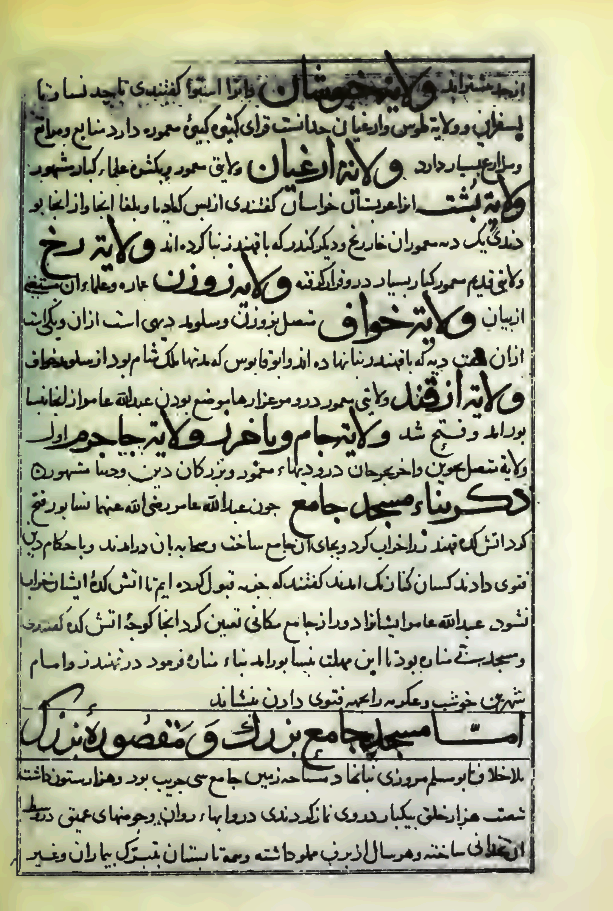
جام در میان ولایت‌های ربع نیشابور در صفحه‌ای از نسخه خطی ترجمه کتاب تاریخ نیشابور الحاکم.

## نام‌شناخت
نام این ولایت؛ در الانساب سمعانی و اللباب ابن اثیر و احسن‌التقاسیم مقدسی به صورت جَام؛ در مسللک و ممالک ابن خردادبه و معجم‌البلدان یاقوت حموی، به صورت زام ثبت شده؛ و یعقوبی در البلدان؛ طبسین و قوهستان و نسا و ابیورد و ابرشهر و «جام» و طوس و … را در زمره کوره‌ها (ناحیه‌ها) ی نیشابور، برشمرده است. یاقوت حموی، دربارهٔ این ولایت و وجه تسمیه آن نوشته است: زَام، یکی از نواحی مشهور نیشابور است که قصبه (شهر مرکزی) آن، بوزجان می‌باشد. به این ولایت، «جام» می‌گویند که به خاطر سبزی گرداگرد (مدورش) شبیه به جام شیشه است؛ همچون جامی در سبزه‌سازی مدوّر.

## جغرافیا و ویژگی‌ها
جام؛ یکی از ولایت‌های ربع نیشابور خراسان؛ ابوعبدالله حاکم، جام را همراه با باخرز (ولایت جام و باخرز)، به عنوان یکی از ولایت‌های دوازده‌گانه نیشابور برشمرده است. اما سمعانی، آنها را دو قصبه معروف از ناحیه نیشابور دانسته است. یاقوت حموی، با اشاره به گفته سمعانی، جام و باخرز را دو ولایت مستقل به‌شمار آورده. پیش از یاقوت، ابن خردادبه (قرن سوم هجری)؛ زام و باخرز را به صورت جداگانه در ردیف شهرهای نیشابور آورده است. یاقوت؛ بوزجان را قصبه (شهر مرکز) این ولایت ذکر کرده و به نقل از ابوالحسن بیهقی، تعداد آبادی‌های این ولایت را مشتمل بر یکصد و هشتاد قریه دانسته است. محمد مقدسی در احسن‌التقاسیم به وسعت ولایت جام اشاره نموده و همچنین بوزجان را شهر این ولایت نام برده، ضمن اینکه بوزجان را قصر ربع نیشابور نیز دانسته است. او بوزجان را کاخ با شهرکی بزرگ، معرفی کرده و فاصله این شهر را تا مالن (مرکز ولایت باخرز)، دو مرحله ذکر نموده است. بوزجان، از شهرهای واقع در مسیر جاده نیشابور به پوشنگ (فوشنج) و هرات، بوده. ابن حوقل، در صورةالارض نوشته است: از نیشابور تا بوزجان، چهار مرحله (واحد مسافت‌شمار قدیم) است و از بوزجان تا بوسنج (فوشنج= پوشنگ)، چهار مرحله؛ و از بوسنج تا هرات، یک مرحله است.

## مشاهیر و بزرگان
از ولایت جام و مرکز آن، شهر بوزجان، عالمان بسیاری برخاسته‌اند. از این جمله‌اند: ابومنصور احمد بن محمد بن حمدون بن مرداس فقیه بوزجانی (متوفی ۳۸۶ هجری)، ابوالحسن محمد بن حسن بن عنسبه بن ابراهیم بن علویه بن نعیم بوزجانی، ابولیث مذکور بن حارث نیشابوری بوزجانی، احمد بن نصر بوزجانی و ابوجعفر محمد بن موسی زامی (ادیب، نحوی، شاعر). در تاریخ نیشابور الحاکم نیز از سه تن از دانشوران این ولایت که مقیم نیشابور بوده‌اند نام برده شده است: احمد بن نصر بوزجانی، شداد بن احمد بوزجانی، مذکور بن حارث بوزجانی.

## پانوشت‌ها
1. ↑  ابی‌سعد عبدالکریم بن محمد بن منصور التمیمی السمعانی (۱۹۸۰)، الانساب، قاهره: مکتبة ابن التمیمیة، ص. ج۳، ص۱۶۷
2. ↑  عزالدین ابن الاثیر الجزری (۱۹۸۰)، اللباب فی تهذیب الانساب، بیروت: دار صادر، ص. ج۱، ص۲۵۳
3. ↑  شمس‌الدین ابی‌عبدالله محمد مقدسی (۱۹۰۶)، احسن‌التقاسیم فی معرفة الاقالیم، لیدن: بریل، ص. ص۳۰۰
4. ↑  شهاب‌الدین ابی عبدالله یاقوت حموی (۱۹۷۷)، معجم‌البلدان، بیروت: دارصادر، ص. ج۱، ص۳۱۶
5. ↑  ابن خردادبه (۱۳۷۱)، مسالک و ممالک، ترجمهٔ سعید خاکرند، تهران: موسسه مطالعات و انتشارات تاریخی میراث ملل، ص. ص۲۶
6. ↑  احمد بن ابی یعقوب (۱۸۶۰)، کتاب البلدان، لیدن: بریل، ص. ص۵۵
7. ↑  شهاب‌الدین ابی عبدالله یاقوت حموی (۱۹۷۷)، معجم‌البلدان، بیروت: دارصادر، ص. ج۱، ص۳۱۶
8. 1 2  ابوعبدالله حاکم نیشابوری (۱۳۷۵)، تاریخ نیشابور، ترجمهٔ محمد بن حسین خلیفه نیشابوری، با مقدمه و تصحیح و تعلیقات محمدرضا شفیعی کدکنی، تهران: آگه، ص. ص۲۱۷
9. ↑  محمد بن احمد مقدسی (۱۳۶۱)، احسن التقاسیم فی معرفة الاقالیم، ترجمهٔ علینقی منزوی، تهران: شرکت مؤلفان و مترجمان ایران، ص. ج۲، ص۴۳۶
10. ↑  ابی‌سعد عبدالکریم بن محمد بن منصور التمیمی السمعانی (۱۹۸۰)، الانساب، قاهره: مکتبة ابن التمیمیة، ص. ج۶، ص۲۲۴
11. ↑  شهاب‌الدین ابی عبدالله یاقوت حموی (۱۹۷۷)، معجم‌البلدان، بیروت: دارصادر، ص. ج۳، ص۱۲۷
12. ↑  ابن خردادبه (۱۳۷۱)، مسالک و ممالک، ترجمهٔ سعید خاکرند، تهران: موسسه مطالعات و انتشارات تاریخی میراث ملل، ص. ص۲۶
13. ↑  شهاب‌الدین ابی عبدالله یاقوت حموی (۱۹۷۷)، معجم‌البلدان، بیروت: دارصادر، ص. ج۳، ص۱۲۷
14. ↑  محمد بن احمد مقدسی (۱۳۶۱)، احسن التقاسیم فی معرفة الاقالیم، ترجمهٔ علینقی منزوی، تهران: شرکت مؤلفان و مترجمان ایران، ص. ج۲، ص۴۶۷، ۴۳۶، ۴۷۰، ۵۱۳
15. ↑  اب‌القاسم ابن حوقل النصیبی (۱۹۳۸)، صورةالارض، بیروت: دار صادر، ص. ج۲، ص ۴۲۷
16. ↑  شهاب‌الدین ابی عبدالله یاقوت حموی (۱۹۷۷)، معجم‌البلدان، بیروت: دارصادر، ص. ج۱، ص۵۰۷
17. ↑  ابی‌سعد عبدالکریم بن محمد بن منصور التمیمی السمعانی (۱۹۸۰)، الانساب، قاهره: مکتبة ابن التمیمیة، ص. ج۲، ص۳۲۸–۳۲۹؛ ج۶، ص۲۲۴
18. ↑  ابوعبدالله حاکم نیشابوری (۱۳۷۵)، تاریخ نیشابور، ترجمهٔ محمد بن حسین خلیفه نیشابوری، با مقدمه و تصحیح و تعلیقات محمدرضا شفیعی کدکنی، تهران: آگه، ص. ص۳۵۵

## فهرست منابع
- «احسن‌التقاسیم فی معرفةالاقالیم»، تألیف ابوعبدالله محمد بن احمد مقدسی، ترجمه علینقی منزوی، تهران: شرکت مؤلفان و مترجمان ایران، ۱۳۶۱.
- «احسن التقاسیم فی معرفة الاقالیم»، شهاب‌الدین اب‌عبدالله یاقوت بن عبدالله الحموی الرومی البغدادی، بیروت:دار صادر، ۱۹۷۷م.
- «الانساب»، ابی‌سعد عبدالکریم بن محمد بن منصور التمیمی السمعانی، قاهره: مکتبة ابن التمیمیة، ۱۹۸۰م.
- «اللباب فی تهذیب الانساب»، عزالدین ابن الاثیر الجزری، بیروت: دار صادر، ۱۹۸۰م.
- «تاریخ نیشابور»، ابوعبدالله حاکم نیشابوری، ترجمه محمد بن حسین خلیفه نیشابوری، با مقدمه و تصحیح و تعلیقات محمدرضا شفیعی کدکنی، تهران: آگه، ۱۳۷۵.
- «دانشنامه جهان اسلام»، بنیاد دائرةالمعارف اسلامی، تهران، ۱۳۸۶.
- «صورة الارض»، تألیف ابی‌القاسم ابن حوقل النصیبی، بیروت: دارصادر، ۱۹۳۸م.
- «کتاب البلدان»، احمد بن ابی یعقوب ابن واضح الکاتب المعروف بالیعقوبی، لیدن: بریل، ۱۸۶۰م.
- «مسالک و ممالک»، تصنیف ابن خردادبه، ترجمه سعید خاکرند، تهران: مؤسسه مطالعات و انتشارات تاریخی میراث ملل، ۱۳۷۱.
- «معجم‌البلدان»، شهاب‌الدین ابی‌عبدالله یاقوت بن عبدالله الحموی الرومی البغدادی، بیروت: دار صادر، ۱۹۷۷م.